# All Too Well
"All Too Well" là một bài hát của ca sĩ kiêm sáng tác âm nhạc người Mỹ Taylor Swift. Phiên bản dài 5 phút của bài hát nằm trong album phòng thu thứ tư của cô, Red (2012), trong khi phiên bản thu âm lại và phiên bản gốc dài 10 phút của nó nằm trong album phòng thu tái thu âm thứ hai của cô, Red (Taylor's Version) (2021). Swift đã viết "All Too Well" trong các buổi diễn tập cho chuyến lưu diễn Speak Now World Tour, và người đồng sáng tác lâu năm Liz Rose giúp cô chỉnh sửa để chỉ còn hơn 5 phút so với độ dài 10 phút ban đầu của nó. "All Too Well" là một bản power ballad kết hợp giữa country, pop, folk và rock, với lời bài hát kể lại về một mối tình lãng mạn đã qua bằng những hình ảnh gợi nhớ như: gió lùa qua mái tóc khi cả hai đi qua một con phố nhỏ, ánh đèn tủ lạnh khi cả hai khiêu vũ trong đêm tối, chiếc khăn quàng mà người ấy chưa từng trả lại,... 
Sau khi Red được Big Machine Records phát hành vào ngày 22 tháng 10 năm 2012, "All Too Well" đạt vị trí thứ 80 trên Billboard Hot 100 của Hoa Kỳ và vị trí thứ 59 trên Canadian Hot 100, đồng thời được chứng nhận vàng bởi Hiệp hội Công nghiệp Ghi âm Hoa Kỳ (RIAA). Swift lần đầu tiên biểu diễn ca khúc tại Lễ trao giải Grammy thường niên lần thứ 56 vào ngày 26 tháng 1 năm 2014, và trình diễn nó trong chuyến lưu diễn The Red Tour (2013–14) và Reputation Stadium Tour (2018) cùng nhiều buổi hòa nhạc khác. Nó tiếp tục trở thành một trong những bài hát nổi tiếng và được cover nhiều nhất của Swift, đồng thời thu hút được một lượng lớn người theo dõi, với hình ảnh "chiếc khăn" đã trở thành một hiện tượng văn hóa đại chúng. Các nhà phê bình, người hâm mộ và các phương tiện truyền thông thường gọi "All Too Well" là bài hát hay nhất của Swift, trong đó nêu bật khả năng sáng tác đầy xúc cảm; sự gắn kết về mặt cảm xúc; các chi tiết giải thích cụ thể; quá trình sản xuất chậm rãi; phần trình diễn giọng hát; và âm nhạc cao trào. Nó xuất hiện trong danh sách những bài hát hay nhất của thập niên 2010 và những bài hát hay nhất mọi thời đại của một số ấn phẩm âm nhạc, chẳng hạn như bản sửa đổi năm 2021 của Rolling Stone về 500 bài hát hay nhất mọi thời đại (vị trí số 69).

## Thực hiện
Swift chia sẻ về câu chuyện đằng sau ca khúc: “All Too Well là ca khúc tôi sáng tác đầu tiên cho album Red. Ca khúc thực sự rất cảm xúc đối với tôi vì nó kể một câu chuyện vô cùng hoàn chỉnh, nó bắt đầu với việc gặp gỡ một người rồi tất cả những cảm xúc trong sáng đó tiếp diễn theo dòng chảy của câu chuyện cho tới khi kết thúc một cách cay đắng. Ca khúc thực sự rất tâm trạng vì nó cho thấy vì sao mất mát lại đau đớn đến thế, bởi mọi chuyện từng rất tốt đẹp và bạn nhớ tất cả từng chi tiết”.
Trước khi biểu diễn ca khúc này tại Red Tour vào tháng 3 năm 2013, cô chia sẻ “Đối với tôi, khi viết nhạc, tôi luôn cố gắng sáng tác về những gì tôi biết, vì thế mà rất nhiều ca khúc đều viết về cuộc sống của tôi và những điều đã xảy ra. Cảm xúc tuyệt vời nhất là khi được viết chính xác những gì bạn cảm thấy. Đôi khi nó trở nên phức tạp bởi cảm xúc không chỉ có một. Đôi khi nó trở nên hỗn độn trong tâm trí. Và điều này dường như xảy ra khi bạn đánh mất hoặc cố gắng quên đi một ai đó. Nó từng xảy ra với tôi một lần và có quá nhiều cảm xúc xuất hiện đến nỗi tôi không biết phải lột tả chúng thế nào khi sáng tác. Hóa ra đôi khi điều tốt nhất có lẽ là viết chính xác những gì đã xảy ra, bởi đó là tất cả những gì trong tâm trí tôi”.

## Đánh giá chuyên môn
Bài hát được nhận được đánh giá rất cao từ các nhà phê bình âm nhạc, với rất nhiều ý kiến đồng ý rằng đây là bài hát hay nhất album. Slant Magazine cho rằng đây là một trong những bài hát hay nhất trong sự nghiệp của Taylor Swift tính đến thời điểm lúc bấy giờ. The Prophet Blog cho rằng đây là bài hát khiến trình sáng tác nhạc của Taylor Swift tỏa sáng nhất. Billboard đã đưa ra một đánh giá tích cực cho bài hát, nhận xét rằng "All Too Well là một bản nhạc đồng quê tuyệt đẹp khi Swift kể lại câu chuyện "khiêu vũ trong ánh đèn tủ lạnh" với nỗi nhớ về một câu chuyện tình đẹp mà dường như đã bị vùi dập theo thời gian. Bài hát dường như hợp chủ đề với album "Speak Now" hơn, và thậm chí trùng khớp chủ đề với nhiều bài như "Mine", tuy nhiên ở album "Red" nó vẫn thể hiện được rằng, Swift vẫn đang thực sự làm chủ được sân chơi của mình." About.com tặng bài hát 4/5 sao.

## "All Too Well (10 Minute Version)"
Vào năm 2021, sau vụ tranh cãi quyền sở hữu tác phẩm của Swift, cô đã thu âm lại hai phiên bản của "All Too Well" — môt phiên bản dài 5 phút "All Too Well (Taylor's Version)" và phiên bản gốc "All Too Well (10 Minute Version)" — cho Red (Taylor's Version) , phát hành vào ngày 12 tháng 11 năm 2021 bởi Republic Records . Phiên bản dài 10 phút chứa các phần lời và giai điệu đã bị loại bỏ, do Swift và Jack Antonoff sản xuất. Đi kèm cùng với nó là All Too Well: The Short Film, một bộ phim ngắn lãng mạn do chính Swift viết kịch bản và đạo diễn, với sự tham gia của hai diễn viên Sadie Sink và Dylan O'Brien .
Khác với phiên bản gốc, "All Too Well (10 Minute Version)" đã đạt được thành công về mặt thương mại, đứng đầu bảng xếp hạng ở nhiều quốc gia khác nhau và phá vỡ kỷ lục Guinness thế giới về bài hát đạt vị trí số một trên bảng xếp hạng Billboard Hot 100 với thời gian dài nhất. Nó đã nhận được nhiều đánh giá tích cực từ các nhà phê bình âm nhạc, những người ca ngợi khả năng sáng tác của Swift về kỹ thuật sáng tác, cấu trúc bài hát "hoành tráng" và cách kể chuyện mở rộng để cung cấp nhiều bối cảnh và góc nhìn hơn so với phiên bản dài 5 phút. Các tờ báo đã gọi nó là một trong những bài hát hay nhất năm 2021 trong bảng xếp hạng cuối năm của họ và là điểm nhấn trong sự nghiệp của Swift. Cả bài hát dài 10 phút và bộ phim ngắn đều nhận được nhiều giải thưởng, trong đó có giải Giải Video âm nhạc của MTV cho Video của năm và một đề cử cho Bài hát của năm tại Giải Grammy thường niên lần thứ 65 sắp tới .